# Macaduma indistinctilinea
Macaduma indistinctilinea är en fjärilsart som beskrevs av Embrik Strand 1922. Macaduma indistinctilinea ingår i släktet Macaduma och familjen björnspinnare. Inga underarter finns listade i Catalogue of Life.